# Ernesto Bertarelli
Pour les articles homonymes, voir Bertarelli.
Ernesto Bertarelli est un homme d'affaires suisse d'origine italienne né le 22 septembre 1965 à Rome.
Il était le directeur général et le président du Comité exécutif de Serono, troisième entreprise de biotechnologie au monde avant de la vendre début 2007.

## Enfance et formation
Ernesto Bertarelli est le fils de Fabio Bertarelli. Avec sa sœur Dona Bertarelli, ils étaient les héritiers de Serono, le fleuron industriel familial, fondé en 1906 à Rome et qui a fait la fortune de sa famille.
La famille Bertarelli s'est installée en Suisse en 1973 pour fuir le danger que représentaient alors les Brigades rouges, ainsi que pour ses avantages fiscaux. Ernesto vivra une jeunesse dorée sur les bords du lac Léman où il découvrira une passion pour la voile et la compétition.
Il a fait des études à l'Institut Florimont puis à l'École Moser de Genève où il obtiendra sa Maturité Fédérale, puis au Babson College de Boston et a obtenu un Master of Business Administration à la Harvard Business School.

## Affaires
En 1996, Ernesto Bertarelli succède à son père à la tête de la société familiale Serono. En 1992, ce dernier avait dit : « La question est de savoir si l'on veut devenir un industriel, ou riche ». En dix ans, Ernesto transforme l'entreprise familiale de traitements contre l'infertilité en une société de biotechnologie, dont il quadruple le chiffre d'affaires en dix ans. En 2007, il vend la société Serono au groupe pharmaceutique allemand Merck pour 6,9 milliards d'euros soit 10 milliards de francs suisses.
La famille Bertarelli possède aussi des sociétés de gestion de fortune (Northill Capital, créée en 2010) et d'investissement financier (Kedge Capital), ainsi que des intérêts dans l'immobilier, l'agriculture et l'hôtellerie. Dona Bertarelli est propriétaire du Grand Hôtel Park, 5 étoiles, de Gstaad.
Selon le magazine économique Bilan, Bertarelli était en 2018 la quatrième personne la plus riche de Suisse avec une fortune estimée entre 10 et 11 milliards de francs suisses. En 2011, la famille possède la 81e fortune mondiale selon le magazine Forbes.

## Philanthropie
Après la mort de son père, Fabio Bertarelli, Ernesto a fondé, avec sa sœur Dona, la Fondation Bertarelli afin de promouvoir le partage et le développement des connaissances scientifiques, sociales et économiques dans le domaine de la stérilité. À partir de 2007, ces activités ont été reprises par la Fondation Faber à Lausanne et la Fondation Bertarelli, dont Ernesto est coprésident, est aujourd’hui active dans plusieurs domaines, dont les sciences de la vie, l’éducation, la protection des océans et le sport.
Certains projets récemment parrainés par la Fondation Bertarelli ont été le Centre de recherche en neuroprothèses à l'EPFL à Lausanne ; le partenariat avec le gouvernement britannique pour la création de la Réserve Marine de Chagos, la plus grande du monde, dans l'océan Indien ; un programme commun de recherche et d'éducation en neurosciences entre Harvard Medical School et l'EPFL ; les Swiss Sailing Grants, des bourses en partenariat avec la Fédération suisse de voile ; et la construction de Henna Pre-School en Afrique du Sud.

## Alinghi

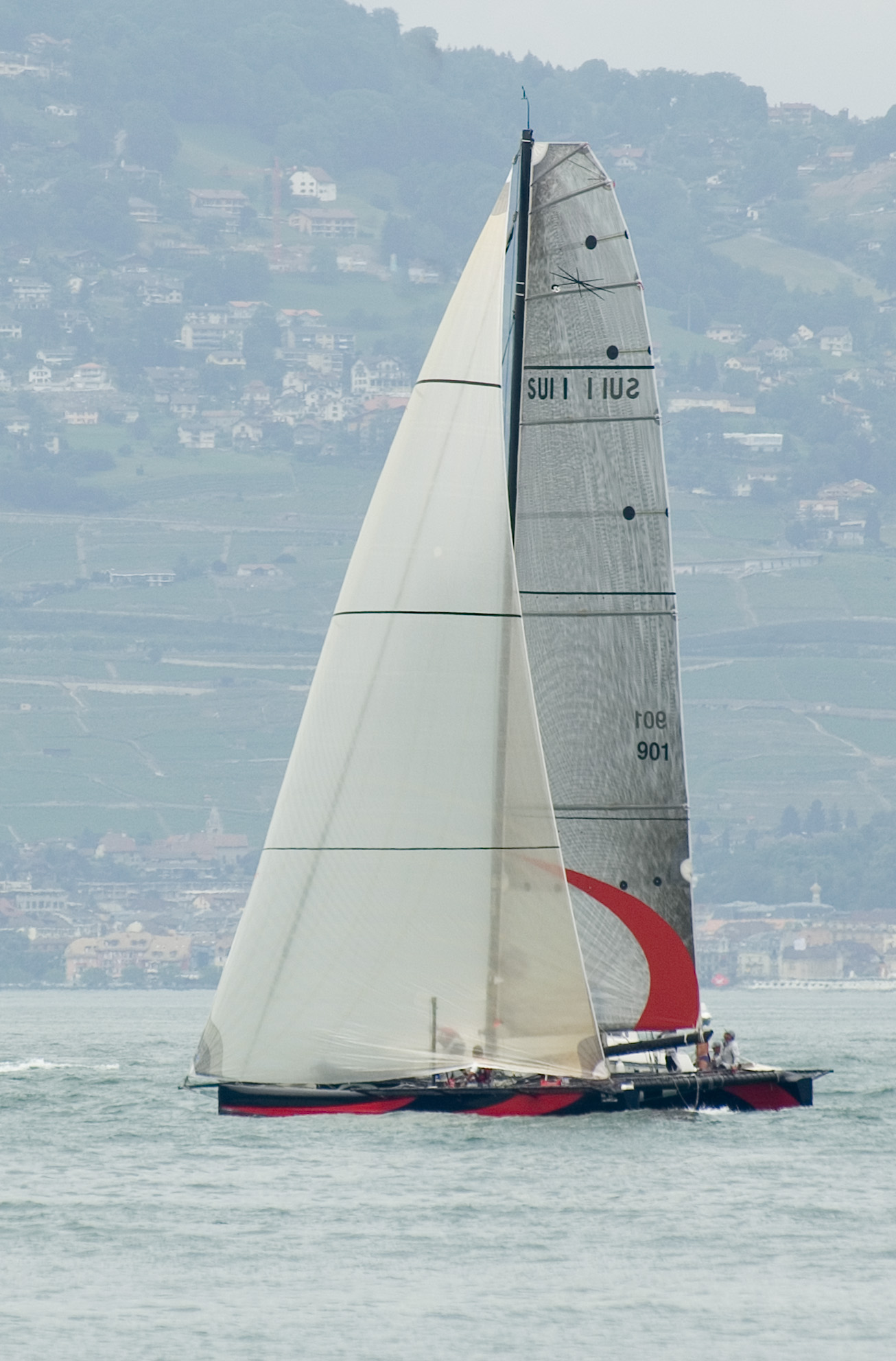
Le catamaran D35 Alinghi, basé sur le lac Léman, lors de l'édition 2006 du Bol d'or.

Ernesto Bertarelli est peut-être mieux connu du grand public pour sa passion pour la voile. Sa relation avec ce sport est due à sa jeunesse passée dans Monte Argentario. Le nom Alinghi vient des bateaux de la famille Bertarelli qui naviguaient dans les champs de régate autour de Porto Santo Stefano et Porto Ercole.
Ernesto Bertarelli pratique la voile depuis sa plus tendre enfance sur le lac Léman. Il est le propriétaire de la flotte de bateaux Alinghi, qui a notamment remporté la Coupe de l'America par deux fois, en 2003, dès sa première participation, ainsi qu'en 2007. Il perd la coupe en 2010 face au défi américain BMW-Oracle. L'organisation de cette 33e édition de la Coupe de l'America aura été entachée par de longs démêlés judiciaires l'opposant à Larry Ellison concernant les modalités de cet événement.
En mars 2003, le président Jacques Chirac lui remet les insignes de chevalier de la Légion d'honneur.

### Palmarès
- Bol d'or : 1997, 2000, 2001, 2002, 2003 et 2011.
- Sardinia Cup : 1998
- Championnat du Monde de 12MJ : 2001
- Swedish Match Cup : 2001
- Mondial de Farr 40 : 2001
- Coupe de l'America : 2003 et 2007
- Challenge Julius-Baer : 2007, 2008 et 2009
- Course du Fasnet : 3ème en 1999

## Vie privée
Ernesto Bertarelli rencontre la mannequin, chanteuse et miss Royaume-Uni 1988 Kirsty Roper à la fin des années 1990 et se marie avec elle en 2000. Le couple a trois enfants.
En octobre 2021, le couple Bertarelli annonce qu'il a divorcé durant l'été de la même année. La séparation se serait faite à l'amiable selon le porte-parole de l'homme d'affaires,.

## Polémique
Ernesto Bertarelli milite pour la protection de la nature et des océans par le biais de la fondation qui porte son nom. En janvier 2022, une polémique naît à la suite de la divulgation de photographies de l'acteur Leonardo Di Caprio se prélassant sur le Vava II, le yacht du milliardaire. De nombreux écologistes et défenseurs de la nature dénoncent les contradictions patentes qui opposent le train de vie polluant de nombreuses personnalités riches et influentes et les discours moralisateurs qu'ils prônent,.